# Liz Saville Roberts
Elizabeth Saville Roberts, född Saville den 16 december 1964 i Eltham i London, är en brittisk politiker (Plaid Cymru). Hon är ledare för partiet i brittiska underhuset, då partiledaren Adam Price sitter i Wales nationalförsamling. Saville Roberts är ledamot av underhuset för Dwyfor Meirionnydd sedan 2015.